# Emmesomyia marshalli
Emmesomyia marshalli är en tvåvingeart som beskrevs av Fritz Isidore van Emden 1941. Emmesomyia marshalli ingår i släktet Emmesomyia och familjen blomsterflugor. Inga underarter finns listade i Catalogue of Life.